# 南禅院

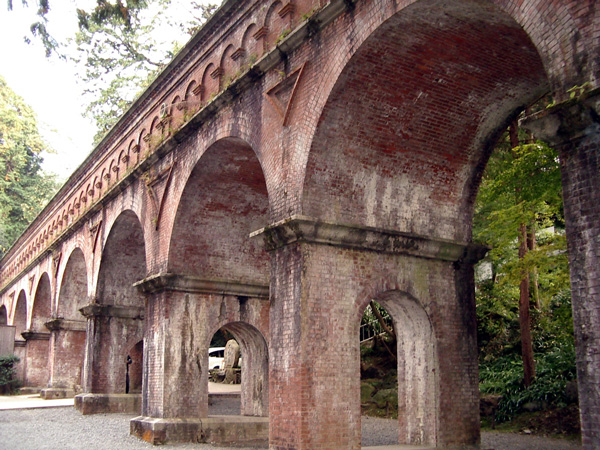
門前の水路閣

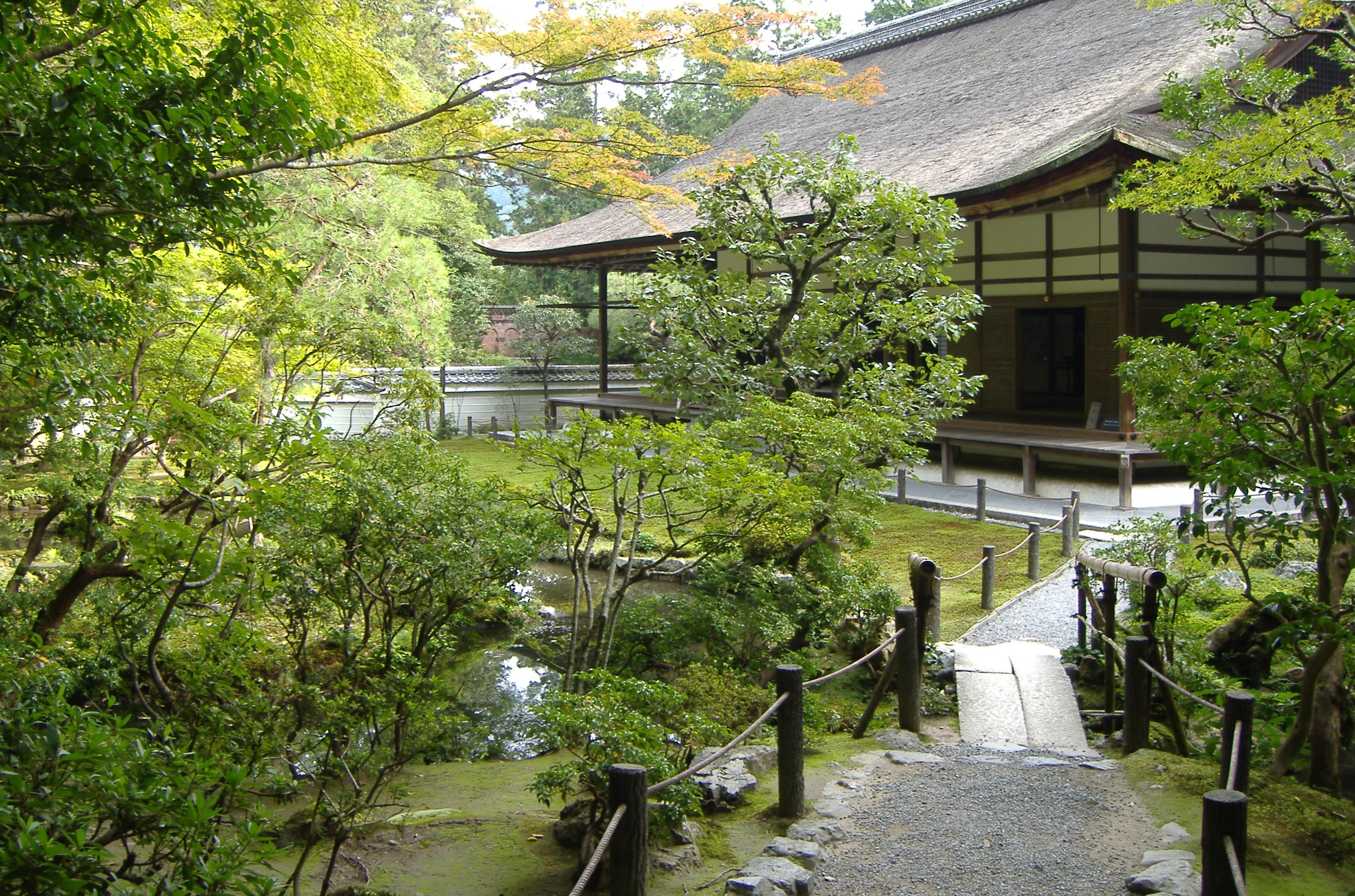
方丈

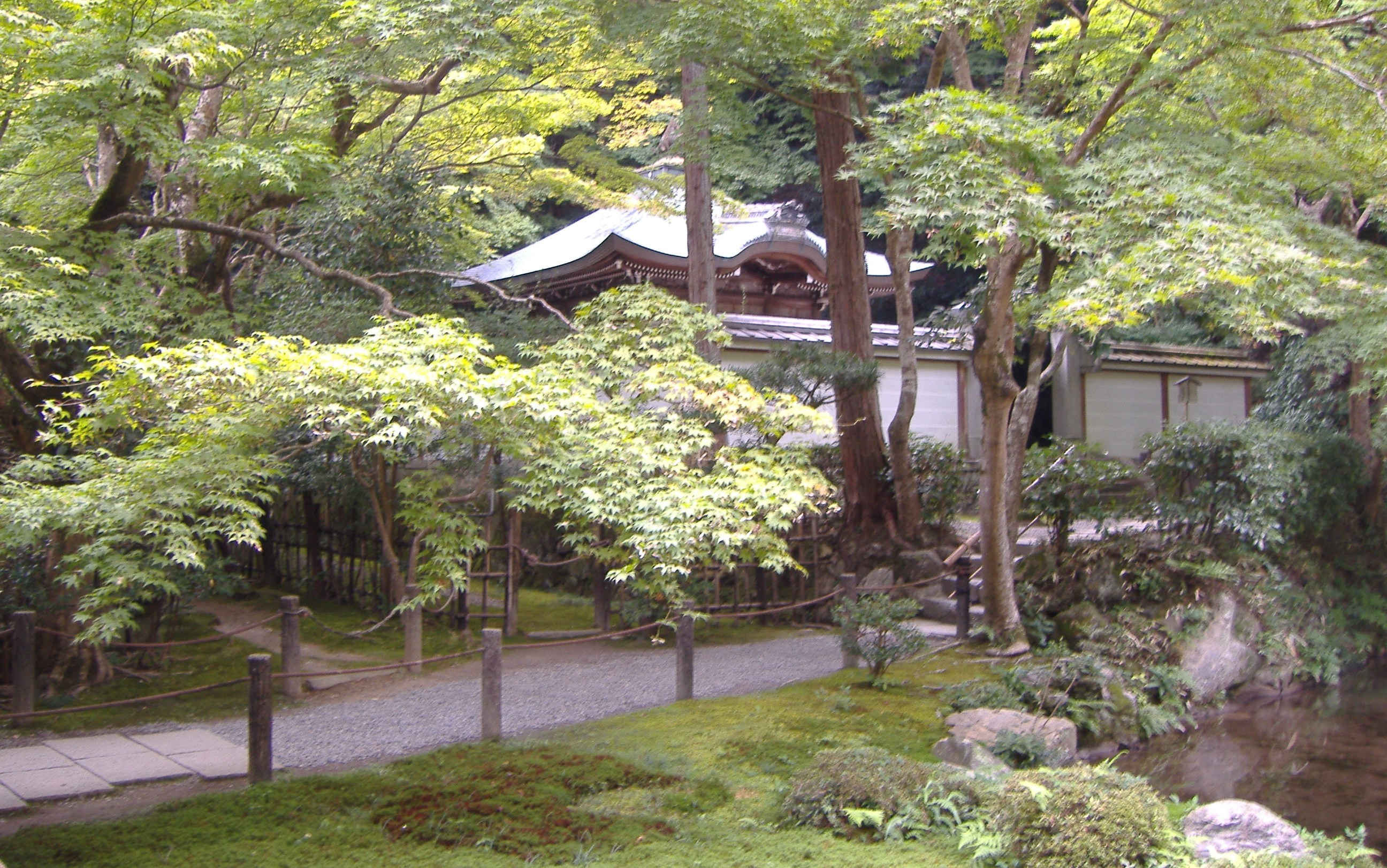
亀山法皇廟所

南禅院（なんぜんいん）は、京都市左京区南禅寺福地町にある臨済宗南禅寺派の寺院。大本山南禅寺の塔頭。本尊は亀山法皇像。南禅寺の発祥地といわれている。門前には琵琶湖疏水事業の一環として建設された水路閣が通る。

## 歴史
文永元年（1264年）、亀山天皇は禅林寺の南側にあるこの地に、離宮・禅林寺殿を建てた。離宮は「上の御所」（上の宮）と「下の御所」（下の宮）に分かれており、弘安10年（1287年）に亀山上皇によって、「上の御所」に持仏堂の南禅院が建立されている。
正応2年（1289年）、亀山上皇はこの地で出家して法皇となると、正応4年（1291年）に離宮・禅林寺殿を無関普門を開山として寺院化させ、龍安山禅林禅寺と名付けた。その後、禅林禅寺は規模を拡大させて名称も南禅寺と改めると、発祥の地であった持仏堂の南禅院はその塔頭とされた。
明徳4年（1393年）に焼失し、応永27年（1420年）に北山御所の寝殿を移築するが、文安4年（1447年）の南禅寺大火で再び焼失した。応仁の乱以後は荒廃していたが、元禄16年（1703年）に桂昌院（徳川綱吉の母）と円成院禅尼（木下利三の縁者）によって再興された。
1888年（明治21年）には南禅院の前に琵琶湖疏水を流す水路閣が建てられている。
1937年（昭和12年）には将棋の坂田三吉と木村義雄の対局が南禅院で行われている。

## 境内
- 方丈 - 本堂でもある。元禄16年（1703年）に桂昌院と円成院禅尼によって再建された。内部の襖絵は狩野常信とその子周信、岑信によるものである。
- 方丈前庭
- 茶室「龍淵窟」 - 大正時代の築。
- 庫裏
- 庭園「曹源池」（国の史跡・名勝） - 鎌倉時代、亀山上皇が自ら作庭し、夢窓疎石が完成させたと伝わる池泉回遊式庭園。鎌倉時代に作られた庭園であり、京都で一番古いものである。京都三名勝史跡庭園（他には天龍寺庭園、西芳寺庭園）の一つ。
- 亀山法皇廟所 - 庭園の東南隅に建つ廟で、亀山法皇の遺言により分骨された遺骨が埋葬されている。現在は宮内庁の管理となっている。文久の修陵の際には、当廟所は西本願寺の資金で修復された。
- 一山一寧の墓
- 勅使門

## 文化財

### 重要文化財
- 木造亀山法皇坐像 - 南禅寺の開基亀山法皇の肖像彫刻で、現存する天皇の肖像彫刻としては最古のものである。
- 木造一山一寧坐像 - 元の皇帝の使節として来日し、鎌倉の建長寺、円覚寺を経て南禅寺の第三世住持となった一山一寧（いっさんいちねい）の頂相彫刻で、一山の没後間もない頃に制作されたものと推定される。一山の肖像で中世にさかのぼる唯一の例であり、元は一山の塔所の大雲庵に伝来した[2]。

### 国の史跡・名勝
- 庭園

## アクセス
- 京都市営地下鉄東西線蹴上駅下車　徒歩